# Miguel Uribe Turbay

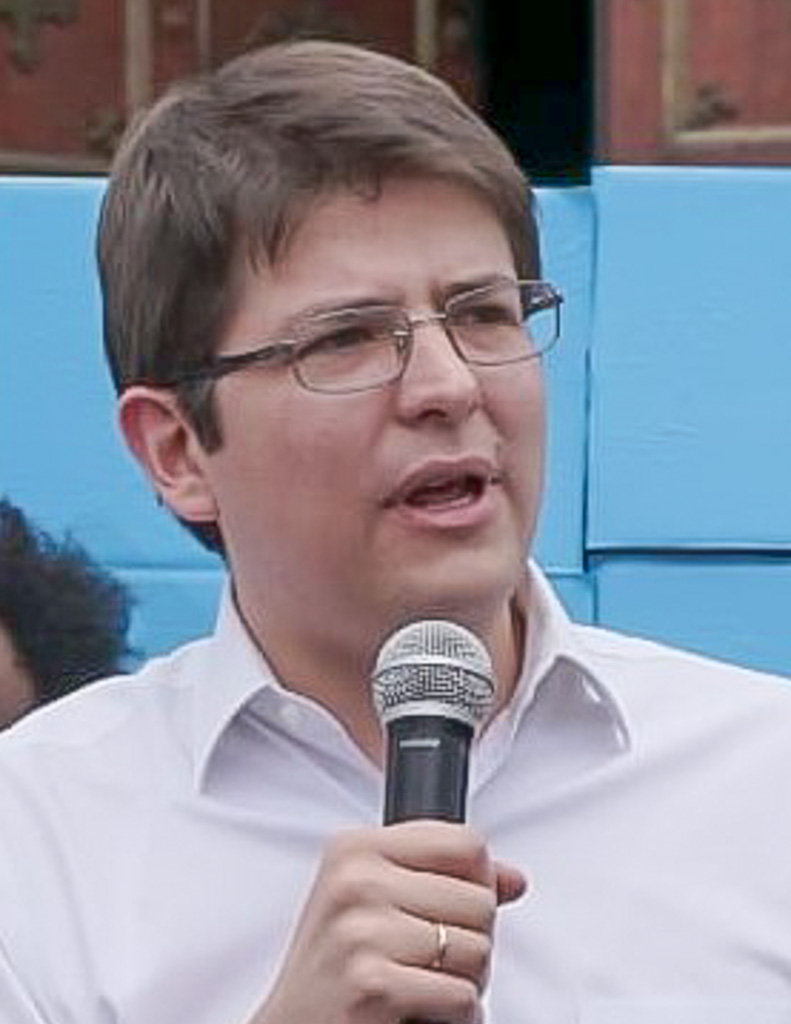
Miguel Uribe Turbay (2019)

Miguel Uribe Turbay (* 28. Januar 1986 in Bogotá; † 11. August 2025 ebenda) war ein kolumbianischer Politiker des Centro Democrático, Senator und Präsidentschaftsbewerber. Er starb zwei Monate nach einem Attentat während eines Wahlkampfauftritts im Alter von 39 Jahren an den Folgen seiner Schussverletzungen. Er galt als prominenter Kritiker des Präsidenten Gustavo Petro und profilierte sich mit der Forderung nach einer verschärften Sicherheitspolitik.

## Leben
Uribe entstammte einer politisch geprägten Familie; seine Mutter, die Journalistin Diana Turbay, wurde 1991 bei einer missglückten Rettungsaktion nach einer Entführung durch das Medellín-Kartell getötet, sein Großvater mütterlicherseits, Julio César Turbay Ayala, war von 1978 bis 1982 Präsident Kolumbiens, und sein Großvater väterlicherseits war Vorsitzender der Liberalen Partei.
Am 7. Juni 2025 wurde Uribe während eines Wahlkampfauftritts in Bogotá angeschossen; zwei Kugeln trafen seinen Kopf, eine sein Bein, der mutmaßliche 15-jährige Schütze wurde festgenommen. Uribe wurde in die Fundación Santa Fe de Bogotá eingeliefert, lag seit dem Tattag auf der Intensivstation und musste sich mehreren neurochirurgischen Eingriffen unterziehen. Medizinische Fachleute beschrieben seine Verletzungen früh als sehr schwer und mit ungewissem Verlauf, einschließlich möglicher dauerhafter neurologischer Beeinträchtigungen. Am 9. August 2025 bestätigte auch CNN en Español unter Berufung auf die Fundación Santa Fe die erneute Einstufung seines Zustands als kritisch nach einer Blutung im zentralen Nervensystem. Am 9. August 2025 verschlechterte sich sein Zustand nach einer Hirnblutung erneut zu einer kritischen Lage; die Klinik leitete neurochirurgische Notfallmaßnahmen ein und versetzte ihn in tiefe Sedierung mit neuromuskulärer Blockade.
Am 11. August 2025 bestätigten seine Ehefrau María Claudia Tarazona und die Fundación Santa Fe seinen Tod; Uribe wurde 39 Jahre alt. Seine Ehefrau verabschiedete sich öffentlich auf Instagram; neben einem gemeinsamen Sohn hinterließ Uribe drei Stieftöchter aus der früheren Ehe seiner Frau.

### Politik
Uribe wirkte politisch zunächst in Bogotá und war u. a. Secretario de Gobierno (Verwaltungs-/Innenstaatssekretär) der Hauptstadtverwaltung. Als unabhängiger Bürgermeisterkandidat (Avancemos) sammelte er 2019 nach eigenen Angaben über 400.000 Unterstützungsunterschriften und reichte sie bei der Registraduría Distrital ein. Später gehörte er dem Senat an und stand als Präsidentschaftsbewerber des Centro Democrático für die Wahl 2026 bereit.
Politisch profilierte er sich als scharfer Gegner des Präsidenten Gustavo Petro und als Verfechter „ernsthafter Sicherheitspolitik“; im Juli 2024 erklärte er im Parlament: „Frieden kann nicht durch Straffreiheit erreicht werden … nur eine ernsthafte Sicherheitspolitik wird Kriminelle dazu bewegen, ihre Waffen niederzulegen.“
Die Ermittlungen zum Attentat an ihm führten zu mehreren Festnahmen, darunter zu der des jugendlichen mutmaßlichen Täters; als mögliche Hintermänner nahmen die Behörden die Segunda Marquetalia, eine Splittergruppe der FARC-EP, ins Visier, ohne dass dafür zunächst eine amtliche Bestätigung vorlag.